# Platinska skupina
Platinska skupina, platinske kovine ali platinoidi je ime skupine šestih prehodnih kovinskih elementov iz 8., 9. in 10. skupine in 5. in 6. periode periodnega sistema elementov. V platinsko skupino spadajo rutenij (Ru), rodij (Rh), paladij (Pd), osmij (Os), iridij  (Ir) in platina (Pt). Kovine imajo podobne fizikalne in kemijske lastnosti in se pojavljajo skupaj v enakih mineralnih depozitih.
Platinske kovine se včasih delijo na lahke platinske kovine (Ru, Rh, Pd) in težke platinske kovine (Os, Ir, Pt).

## Zgodovina
Samorodna platina in zlitine z veliko vsebnostjo platine so bile v Predkolumbovski Ameriki poznane že zelo dolgo časa. Prva evropska omemba platine se je pojavila leta 1557 v spisu italijanskega humanista Julija Cezarja Scaligerja (1484–1558) kot opis skrivnostne kovine iz rudnikov med Dariénom (Panama) in Mehiko.  Ko so Španci v Kolumbiji naleteli na neznano kovino, so jo poimenovali platina ("slabo srebro") in jo v rudnikih srebra obravnavali kot nezaželeno nečistočo.

## Lastnosti
Platinske kovine imajo izjemne katalitske lastnosti. Vse so zelo obstojne proti obrabi in izgubljanju sijaja, zato so zelo primerne, predvsem platina, za izdelavo nakita. Kovine so tudi zelo odporne proti kemikalijam, imajo izredne lastnosti pri visokih temperaturah in stabilne električne lastnosti. Zaradi teh lastnosti so zelo uporabne v industriji.

## Nahajališča
Platina
Glavni vir platine je mineral sperilit (platinov arzenid, PtAs2). V mineralu cooperitu (platinov sulfid, PtS)  se pojavlja tudi platiniridij, ki je zlitina platine in iridija. Samorodna platina, ki jo pogosto spremljajo mahne količine drugih platinskih kovin, se nahaja v aluvijalnih in zlatonosnih naplavinah v Kolumbiji, Ontariju, na Uralu in v nekaterih zahodnih ameriških državah. Industrijsko se pridobiva tudi iz anodnega blata, ki je stranski produkt pri elektrolitski rafinaciji niklja. Količine platine so relativno majhne, saj je v nikljevi rudi samo 2 ppm platine, zaradi velikih količin predelane rude pa je proizvodnja kljub temu komercialno zanimiva. Veliki depoziti platinske rude so v Republiki Južni Afriki, ki je največji svetovni proizvajalec platine. Drugi največji proizvajalec je Ruska federacija. Platina in paladij se pridobiva tudi v Montani v ZDA.
Osmij
V platinonosnih rečnih naplavinah na Uralu ter Severni in Južni Ameriki je poleg platine tudi naravna zlitina iridija in osmija iridiosmij. Sledovi osmija so tudi v nikljevih rudah v Sudburyju v Ontariju. Vsebnost platinskih kovin v rudi  je sicer majhna, zaradi velikih količin predelane rude pa je proizvodnja kjub temu komercialno zanimiva.
Iridij
Kovinski iridij spremlja platino in druge platinske kovine v aluvijalnih depozitih. V naravi se pojavlja v zlitinah z osmijem  (osmiridij in iridiosmij). Komercialno se pridobiva kot stranski produkt pri elektrolitski rafinaciji niklja.
Rutenij
Rutenij se običajno nahaja v rudah skupaj z drugimi platinskimi kovinami na Uralu ter Severni in Južni Ameriki. Majhne vendar komercialno zanimive količine rutenija so v pentlanditu, ki ga kopljejo v Sundburyju, Ontarijo in v depozitih piroksenita v Južni Afriki. 
Rodij
Industrijsko pridobivanje rodija je zapleteno, ker je v rudah pomešan z drugimi kovinami, na primer s paladijem, srebrom, platino in zlatom. Rodij je bela inertna kovina z visokim tališčem. Glavni viri elementa so rečne naplavine na Uralu, Severni in Južni Ameriki ter bakrovo-nikljevi sulfidi v rudarskem bazenu Sudbury. Vsebnost rodija v Sudburyjski rudi je majhna, vendar je proizvodnja rodija zaradi velikih količin predelane rude komercialno zanimiva. Letna proizvodnja rodija leta 2003 je bila 7 do 8 ton.
Paladij
Paladij se pojavlja kot samorodna kovina in v samorodnih zlitinah s platino in zlatom v zlatonosnih naplavinah na Uralu, Avstraliji, Etiopiji ter Severni in Južni Ameriki. Komercialno najbolj zanimivo je njegovo pridobivanje iz nikelj-bakrovih rud v Južni Afriki in Ontariju, Kanada. Njegova proizvodnja je zaradi majhnih koncentracij opravičljiva samo zaradi velikih količin predelane rude.

## Pridobivanje
Osnovna surovina za proizvodnjo platinskih kovin je običajno anodno blato, ki je stranski produkt elektrolitske rafinacije drugih kovin, na primer zlata ali niklja. V anodnem blatu je več kovin, njihovo ločevanje pa poteka na osnovi njihovih različnih reaktivnosti in topnosti.
Prvi korak je raztapljanje vseh kovin v zlatotopki, pri čemer nastanejo njihovi nitrati. Če je v raztopini prisotno tudi srebro, se ga iz raztopine obori kot netopni srebrov klorid (AgCl). Raztopina se zatem posuši, stali skupaj z natrijevim hidrogensulfatom (NaHSO4) in nato izluži z vodo, da se izloči vodotopni rodijev sulfat (Rh(SO4)2). Ostanek se nato stali z natrijevim peroksidom (Na2O2), ki raztopi vse kovine razen iridija. Preostali kovini, rutenij in osmij, tvorita med uvajanjem klora v raztopino svoja tetroksida. Osmijev tetroksid (OsO4) se zatem raztopi v alkoholnem natrijevem hidroksidu (NaOH) in loči od netopnega rutenijevega tetroksida (RuO4). Zadnja stopnja proizvodnje je redukcija oksidov z vodikom.

## Pridobivanje v jedrskih reaktorjih
Pomembne količine rutenija, rodija in paladija nastajajo tudi pri cepitvah jeder v jedrskih reaktorjih.  Zaradi naraščanje cen in vedno večjih svetovnih potreb po plemenitih kovinah postaja takšen način pridobivanja vedno bolj zanimiv. O možnostih njihovega pridobivanja iz iztrošenega jedrskega goriva je narejenih že več študij.
Posebno zanimiv je paladij, ki ima boljše lastnosti od rodija in rutenija, izjemne katalitske sposobnosti in je zelo uporaben tudi v elektronski industriji.  Več skupin strokovnjakov raziskuje možnosti  pridobivanja paladija z elektrolizo raztopljenih jedrskih odpadkov, ekstrakcijo  s topili, ionsko izmenjavo in podobno. Na podoben način bi se lahko pridobivala tudi rodij in rutenij.